# Zamasp
Zamasp  je bio sasanidski princ i Veliki kralj Perzije (496. – 499.).
Zamasp je bio brat ili (vjerojatnije) stric Kavada I. te je na vlast došao nakon što je Kavad svrgnut u plemićkoj uroti godine 496. Pokušao je stabilizirati oslabljenu sasanidsku Perziju i uzalud molio Bizant za financijsku pomoć. Kada je Kavad godine 499. pobjegao iz zatvora i uz pomoć Heptalita kanio opet zavladati, Zamasp se manje-više dobrovoljno odrekao prijestolja. Ostalo je nepoznato je li ga Kavad ostavio na životu ili pogubio.